# Ziemowity
Ziemowity – część wsi Łąkie w Polsce, położona w województwie kujawsko-pomorskim, w powiecie mogileńskim, w gminie Strzelno. Wchodzą w skład sołectwa Łąkie.
W latach 1975–1998 Ziemowity administracyjnie należały do województwa bydgoskiego.